# Pieni-Mieloo
Pieni-Mieloo är en sjö i kommunen Nyslott i landskapet Södra Savolax i Finland. Sjön ligger 90,6 meter över havet. Arean är 52 hektar och strandlinjen är 4,74 kilometer lång. Sjön  ingår i Vuoksens huvudavrinningsområde.   Den ligger omkring 64 kilometer öster om S:t Michel och omkring 270 kilometer nordöst om Helsingfors. 